# 塞梅济-卡尚
塞梅济-卡尚（法語：Sémézies-Cachan，法語發音：[semezi kaʃɑ̃]）是法国热尔省的一个市镇，属于欧什区。该市镇于1822年由原市镇塞梅济（Sémézies）和卡尚（Cachan）合并而成。

## 地理
塞梅济-卡尚（43°30'36"N, 0°43'52"E）面积6.95 平方千米，位于法国奧克西塔尼大區热尔省，该省份为法国西南部内陆省份，北起顺时针与洛特-加龙省、塔恩-加龙省、上加龙省、上比利牛斯省、大西洋比利牛斯省和朗德省接壤。
与塞梅济-卡尚接壤的市镇（或旧市镇、城区）包括：法热阿巴蒂亚勒、拉尔蒂格、圣埃利、萨拉蒙、锡莫尔。

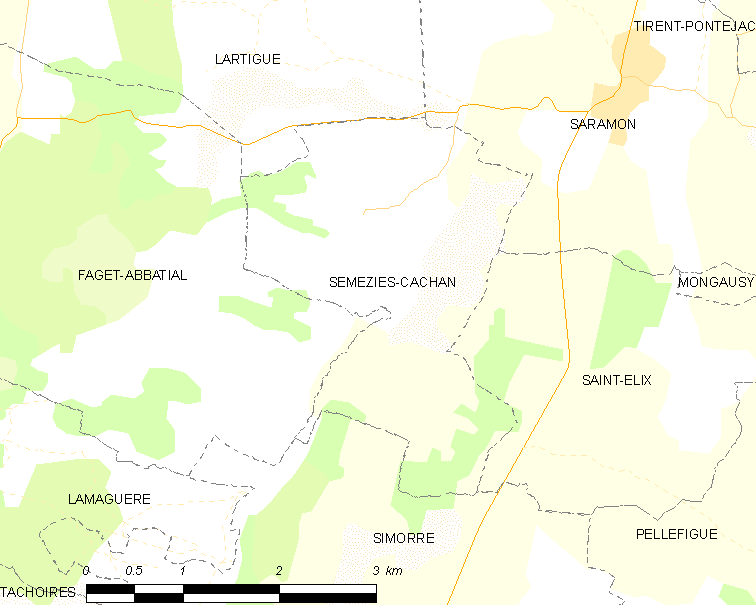
塞梅济-卡尚的OSM定位图

塞梅济-卡尚的时区为UTC+01:00、UTC+02:00（夏令时）。

## 行政
塞梅济-卡尚的邮政编码为32450，INSEE市镇编码为32428。

## 政治
塞梅济-卡尚所属的省级选区为阿斯塔拉克-日莫讷县。

## 人口

1962-2008年间塞梅济-卡尚人口变化图示

塞梅济-卡尚于2022年1月1日时的人口数量为54人。